# Pleasant Dale
Pleasant Dale é uma vila localizada no estado americano de Nebraska, no Condado de Seward.

## Demografia
Segundo o censo americano de 2000, a sua população era de 245 habitantes.
Em 2006, foi estimada uma população de 242, um decréscimo de 3 (-1.2%).

## Geografia
De acordo com o United States Census Bureau, a localidade tem uma área de 0,2 km², sem área coberta por água. Pleasant Dale localiza-se a aproximadamente 402 m acima do nível do mar.

## Localidades na vizinhança
O diagrama seguinte representa as localidades num raio de 20 km ao redor de Pleasant Dale.